# Carlo Bazzi (artista)
Carlo Bazzi (Torino, 6 luglio 1875 – Milano, 7 maggio 1947) è stato un pittore italiano con studio a Milano, che partecipò attivamente alla nascita del design e della moda italiana.

## Biografia
Carlo Bazzi giovanissimo fece corsi di tessitura, collaborando con il cotonificio Bernocchi, e si dedicò ai disegni delle stoffe a Milano e Legnano, con le prime ricerche creative per la moda italiana. Frequentò in seguito l'Accademia di belle arti di Brera a Milano e si dedicò alla pittura, sotto la guida di Giuseppe Bertini, professore di vetri dal 1851 all'Accademia di Brera, e Vespasiano Bignami. Fu amico e compagno di ricerche artistiche di Stefano Bersani con cui si dedicò alla pittura en plein air sul lago di Como in alta montagna e nelle marine.
Partecipò all'Esposizione di Milano del 1894, poi alla Triennale di Brera del 1900 con il quadro Levata del Sole allo Spluga, ritenuta la sua opera più importante. Ebbe numerosi allievi che subirono la sua influenza, tra cui Arrigo Parnisari.
Fu fondatore nel 1905 della Vetreria Corvaya e Bazzi, insieme a Salvatore Corvaya per la realizzazione di vetrate artistiche che lui stesso disegnava. Sue opere pittoriche figurano nella collezione della Banca Commerciale Italiana, poi acquisita dalla Banca Intesa Sanpaolo e oggi nella collezione del Museo di Piazza Scala Gallerie d'Italia. Insieme ad Angiolo D'Andrea curò l'autenticazione di tutti i dipinti lasciati non firmati dall'amico Guido Cinotti.

## Stile
Nelle opere di Carlo Bazzi emergono evidenti le caratteristiche di minuziosa resa del reale che derivano dalla sua lunga e fortunata attività di miniaturista su stoffa e poi su vetrate artistiche.

## Musei
- Duomo di Novara, affreschi
- Museo di Piazza Scala, Gallerie d'Italia, Milano.

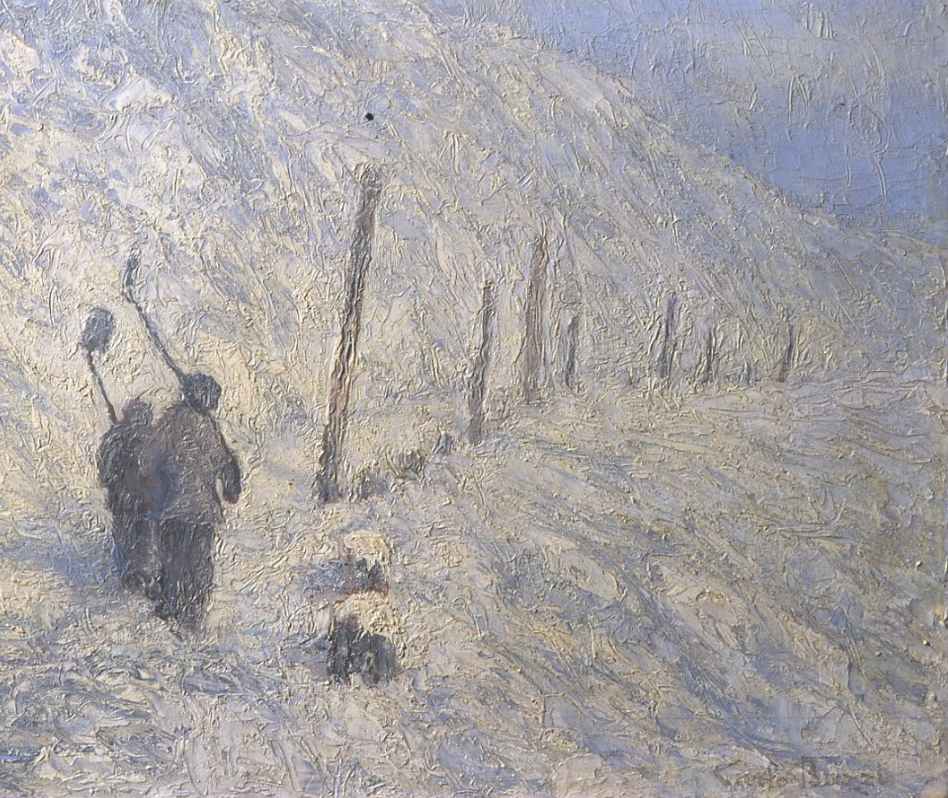
Carlo Bazzi, "Lo Spluga",  Banca Intesa Sanpaolo, Gallerie d'Italia
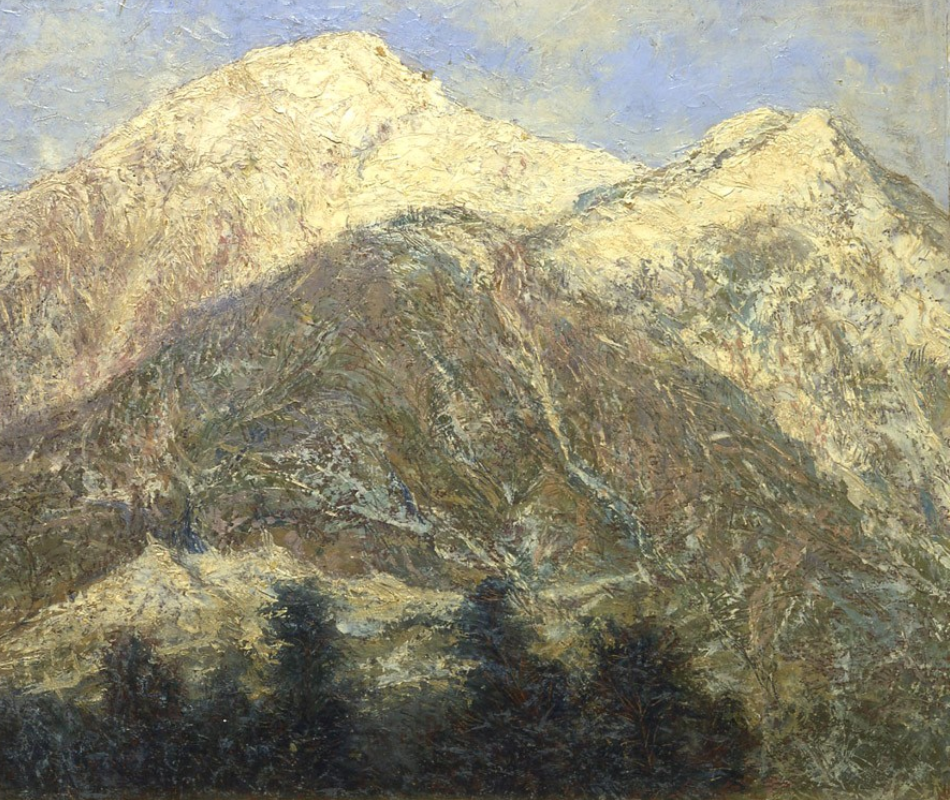
Carlo Bazzi, "L'alta valle d'Ayas", Banca Intesa Sanpaolo, Gallerie d'Italia
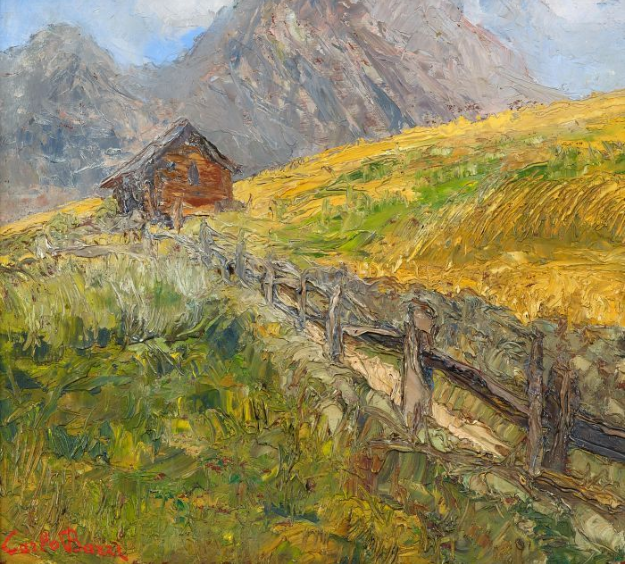
Carlo Bazzi, "Lierna Lake Como"
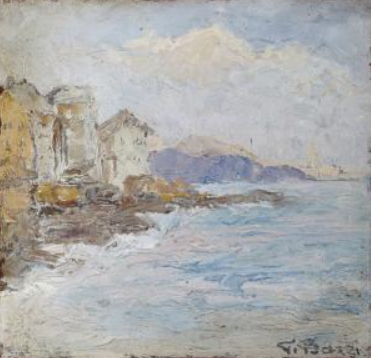
Carlo Bazzi, "Portofino"
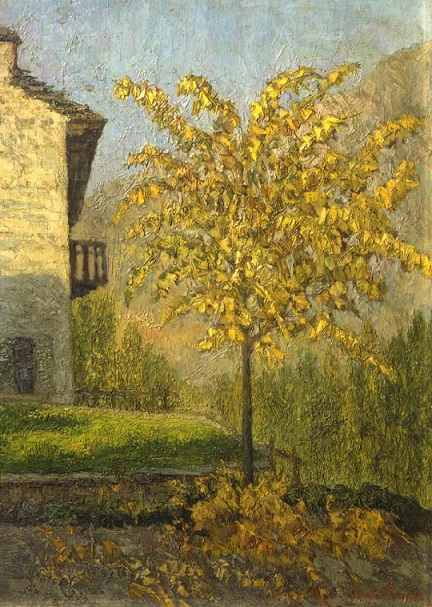
Carlo Bazzi, "Il mio tiglio a Malesco"
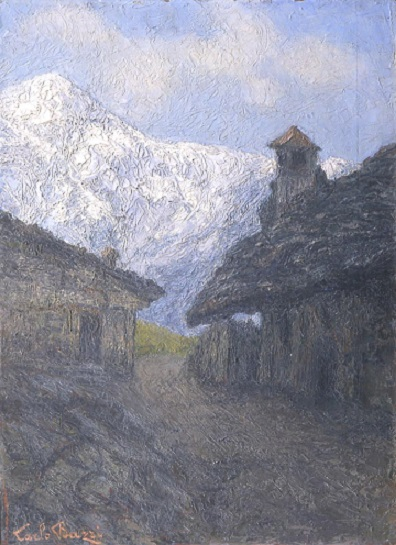
Carlo Bazzi, "Baite a Pecetto Macugnaga", Banca Intesa Sanpaolo, Gallerie d'Italia
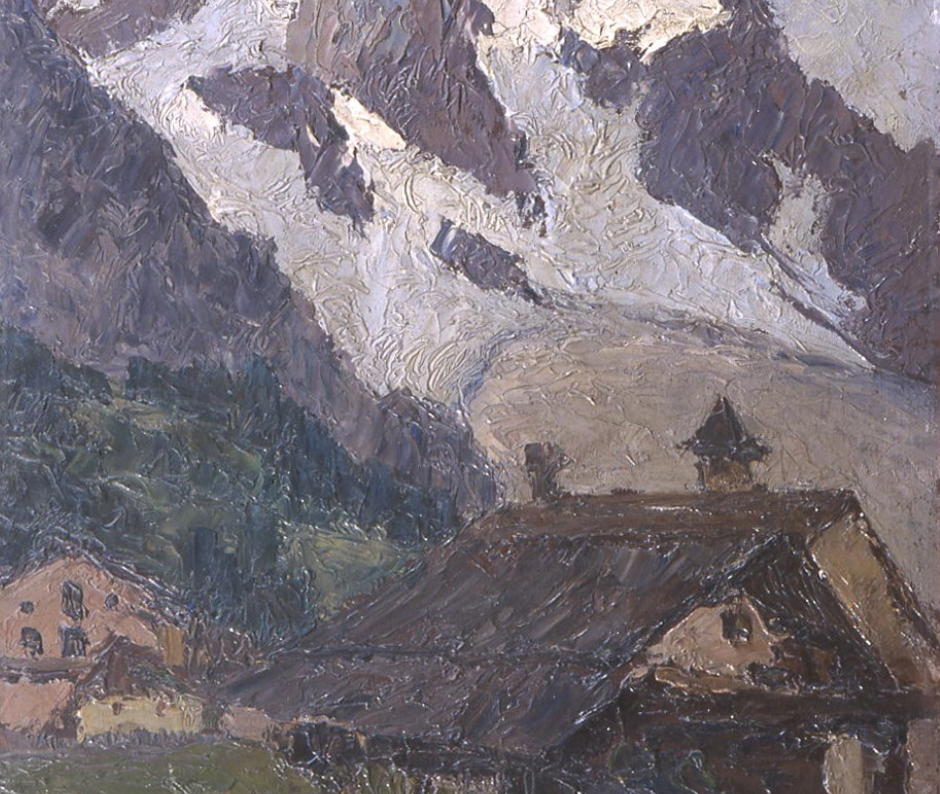
Carlo Bazzi, "Pomeriggio a Entrèves", Banca Intesa Sanpaolo, Gallerie d'Italia

## Opere d'arte in vetro artistico Corvaya e Bazzi
- Palazzo Mezzanotte, Borsa Italiana, Milano.
- Palazzo della Banca d'Italia, Le Vetrate della Hall, 1913, via Cordusio, Milano
- Palazzo Edison, Foro Buonaparte, Milano

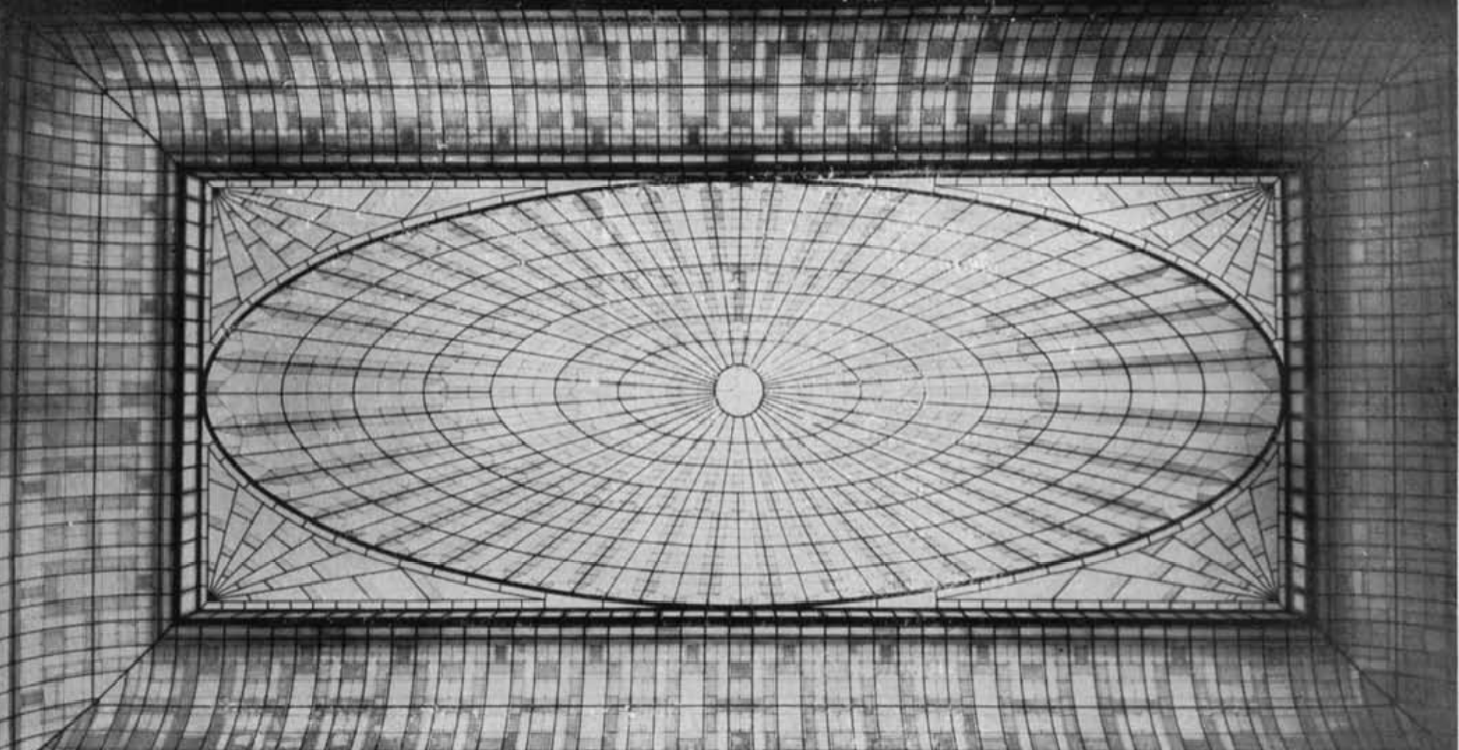
Carlo Bazzi, "Vetrata a soffitto", Borsa Italiana, Milano
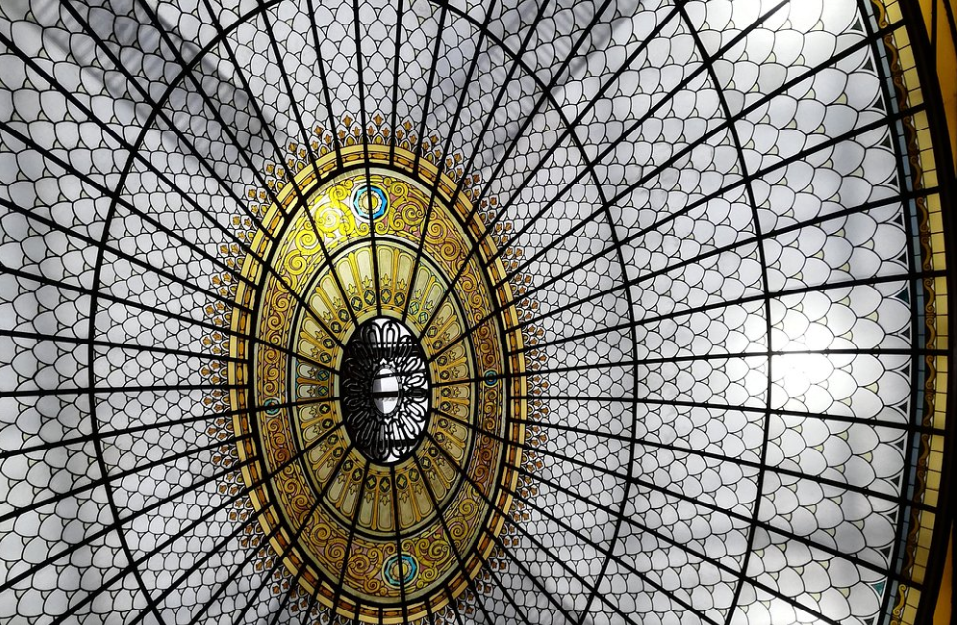
Carlo Bazzi, "Vetrata a soffitto", costituite da 18 000 tessere di vetro realizzate a mano, Palazzo Edison, Milano

## Esposizioni
- Esposizione nazionale italiana di belle arti del 1922 presso la Museo della Permanente di Milano, "Brera alla Permanente", con l'opera “Verso sera”.
- Esposizione triennale italiana di belle arti del 1900 con il quadro “Levata del Sole allo Spluga”.
- Esposizione Riunite di Milano, 1894.[5]